# Discophlebia catocalina
Discophlebia catocalina is een vlindersoort uit de kleine familie van Oenosandridae. Deze vlinders komen uitsluitend voor in Australië.
Het vrouwtje van deze vlinder heeft een spanwijdte van ongeveer 6 cm, het mannetje 4 cm. De vleugels zijn grijs, de achtervleugels hebben een brede witte band langs de buitenrand. Ook kop en lijf zijn grijs, alleen het achterste deel (de "staart") is geel.
Als waardplanten worden soorten Eucalyptus gebruikt.